# Canal d'Elne
Le canal d'Elne (en catalan et parfois en français : rec d'Elna) est un canal d'irrigation situé dans la plaine du Roussillon, en France.
Issu du fleuve Tech à la hauteur d'Ortaffa, il s'écoule vers le nord-est, sur la commune voisine d'Elne où il se sépare en deux branches. La branche de Latour-Bas-Elne se dirige vers l'est, passe au sud de Latour-bas-Elne et se jette dans la lagune des Capellans (commune de Saint-Cyprien). La branche de Saint-Cyprien se dirige vers le nord, depuis Elne, avant de tourner vers l'est et de longer le vieux village de Saint-Cyprien et d'atteindre le port de cette commune. Ce tracé est appelé ancien tracé car un autre tracé de la branche de Saint-Cyprien, dit nouveau tracé, dirige le canal vers le nord et évacue ses eaux dans l'agulla de la Mar.
Le réseau du canal d'Elne est complété par de nombreux petits canaux secondaires destinés à l'arrosage ou à l'évacuation des eaux. La longueur totale des branches principales est d'environ 17 km.